# Pipit forestier
Anthus nyassae
Espèce
Statut de conservation UICN

LC : Préoccupation mineure
Le Pipit forestier (Anthus nyassae) est une espèce de passereaux de la famille des Motacillidae.

## Répartition
Son aire s'étale principalement à travers le miombo.

## Liste des sous-espèces
Selon GBIF (13 juin 2023) :
- Anthus nyassae chersophilus Clancey, 1989
- Anthus nyassae frondicolus Clancey, 1964
- Anthus nyassae nyassae Neumann, 1906
- Anthus nyassae schoutedeni Chapin, 1937

## Systématique
Le nom valide complet (avec auteur) de ce taxon est Anthus nyassae Neumann, 1906.
L'espèce Anthus nyassae est décrite pour la première fois en 1906 par l'ornithologue allemand Oskar Neumann (1867-1946) comme une sous-espèce d’Anthus nicholsoni sous le protonyme Anthus nicholsoni nyassae,.
Ce taxon porte en français le nom vernaculaire ou normalisé suivant : Pipit forestier.

## Étymologie
Son épithète spécifique, nyassae, fait référence au lac Nyassa, ancien nom du lac Malawi, au nord et au nord-est duquel cette espèce a été découverte.

## Publication originale
- (en) Oscar Neumann, « Vögel von Schoa und Süd-Äthiopien », Journal für Ornithologie, Berlin, Inconnu, vol. 54,‎ 1906, p. 229-300 (ISSN 0021-8375 et 1439-0361, OCLC 1588080, lire en ligne).